# جايسون سميث (لاعب كريكت)
جايسون سميث (بالإنجليزية: Jason Smith)‏ (11 أكتوبر 1994 في جنوب أفريقيا - ) هو لاعب كريكت جنوب أفريقي.

## وصلات خارجية
- جايسون سميث على موقع إي آس بي آن كريك إنفو (الإنجليزية)